# عدنان المالكي
العقيد الركن عدنان محمد شمس الدين المالكي (1919 - 22 نيسان 1955) عسكري سوري من مواليد دمشق، اشتهر بتفوقه الدراسي الدائم وجرأته الأدبية وكان منذ صغره ميالاً للجندية وشديد الشغف بمطالعة سيرة أبطال التاريخ العسكري وبدراسة تاريخ المعارك الحربية الكبرى، وما كاد يتم دراسته الثانوية عام 1937 حتى التحق بالكلية العسكرية في حمص وتخرج منها عام 1939 برتبة مرشح ضابط، ورفع عام 1940 إلى رتبة ملازم ثان، وخدم في الجيش في قطاعات مختلفة حيث كانت تسند إليه مهام تدريب الجنود والرقباء، كما عين مدرباً في الكلية العسكرية.

## في فترة الاحتلال الفرنسي
لم يكن يفتأ المالكي خلال خدمته في الجيش تحت إمرة القيادة الفرنسية من نشر الروح الوطنية بين مرؤوسيه من ضباط وجنود مذكراً إياهم دوماً أن الجيش للوطن، وكان نشاطه الوطني يقلق القادة الفرنسيين وكانت له مواقف مشهورة معهم، فوضع تحت الرقابة الشديدة إلى أن تفاقمت الحوادث بين السوريين والقوات الفرنسية فالتحق بالقوات السورية ومن ثم عين عضواً في لجان تسليم قوات ومعدات الجيش الخاص من قبل الفرنسيين إلى الحكومة السورية.

## بعد الاستقلال
كان عدنان المالكي في عام 1948 حين نشبت حرب فلسطين آمراً لدورة في الكلية العسكرية فاختصرها والتحق مع عناصر الكلية بالجبهة العسكرية حيث تسلم قيادة سرية مشاة مؤلفة من عناصر احتياطية، فخاض غمار الحرب بشجاعة، وقام خلال معركة (مشمار هايردين) بإمكانيات محدودة باحتلال التل المشرف على تلك المستعمرة اليهودية والذي سمي بعد السيطرة عليه بـ (التل المالكي) وقد أصيب بجرح بليغ في رأسه لم يكد يبرأ منه حتى أسندت له قيادة الفوج الثامن الذي قام هو بتشكيله وتدريبه وساهم بفك الحصار عن جيش الإنقاذ في الجبهة اللبنانية، وعاد إلى قيادته ليلقى ثناءها وتشجيعها.
اجتاز عدنان المالكي بتفوق دورة المدرسة الحربية العليا في فرنسا والتي أهلته شهادتها لحمل لقب ضابط (ركن مجاز)، وبعد الجلاء ساهم مساهمة فعالة في تأسيس الجيش السوري حيث أسس مدرسة صف الضباط، وخرّج أولى دوراتها وكان مديراً لدورات عدة في الكلية العسكرية.
اشترك في تنفيذ انقلاب حسني الزعيم في 30 آذار 1949، كما حاول في عهد أديب الشيشكلي أن يقود حركة تمرد، أدت إلى اعتقاله وبقائه في السجن ما يزيد عن سبعة أشهر.
بعد عودة الحكم الوطني للبلاد برئاسة هاشم الأتاسي عاد عدنان المالكي إلى الجيش وتسلم منصب معاون رئيس الأركان العامة، وكان يعمل على توظيف الجيش لمصلحة حزب البعث الذي كان يتحالف معه بقوة.

## اغتياله
اغتيل العقيد المالكي في الملعب البلدي بدمشق يوم 22 أبريل 1955 خلال مباراة لكرة القدم، كان يرعاها بين فريقي الجيش السوري وخفر السواحل اللبناني، وارتكب جريمة القتل رقيب في الجيش السوري يدعى يونس عبد الرحيم كان مكلفاً بحراسة المنصة الرئيسية، أطلق ثلاث رصاصات على المالكي أنهاها بطلقة في رأس المالكي، بعد ذلك صوَّب يونس عبد الرحيم المسدس على رأسه وانتحر، وذلك بناءً على شهادة عبد الكريم النحلاوي وشهادة اللواء جمال حماد في برنامج بلا حدود.
لم تعرف الدوافع المباشرة للجريمة، لكن الحكومة والقوى السياسية الرئيسية اتهمت الحزب السوري القومي الاجتماعي بالمسؤولية وهي تهمة نفاها الحزب، وأصدر رئيس الحكومة حينها صبري العسلي قراراً بحظر الحزب وبدأت حملة اعتقالات في صفوفه، وبعد ستة أشهر أصدرت محكمة عسكرية بدمشق أحكاماً بالإعدام على عدد من أعضاء وقادة الحزب السوري القومي الاجتماعي شملت أحكام الإعدام ثلاثة من قادة الحزب الموقوفين، إضافة إلى 4 قادة حُكموا غيابياً بينهم رئيس الحزب جورج عبد المسيح، وحُكم على جوليات المير سعادة، أرملة مؤسس الحزب أنطون سعادة، بالسجن 18 عاماً. وكانت تلك أقوى ضربة يتلقاها القوميون السوريون منذ تسليم أنطون سعادة للسلطات اللبنانية وإعدامه عام 1949. لم يسمح للحزب بمعاودة نشاطه في سوريا حتى عام 2001 حين أعطي صفة مراقب في الجبهة الوطنية التقدمية التي يقودها حزب البعث.

## وصلات خارجية
- مركز الشرق العربي للدراسات الحضارية والاستراتيجية
- برنامج بلا حدود-عبد الكريم النحلاوي- الجزء الثاني على يوتيوب